# 納茲蘭
納茲蘭（羅馬化：Nazran，羅馬化：Näsara）是俄羅斯印古什共和國的一個城市。该市面积为80平方千米，海拔高度522米，2018年人口为117,936人。
1967年建市。1991至2002年為该共和國首都。